# A.I. Shogi 3
AI Shogi 3 (AI将棋3) és un videojoc de taula per Nintendo 64, va ser llançat només al Japó el 1998. Algunes versions del videojoc recentment han sigut llançats per la Nintendo DS i la PlayStation Portable.